# Terråk
Terråk is een plaats in de Noorse gemeente Bindal, provincie Nordland. Terråk telt 576 inwoners (2007) en heeft een oppervlakte van 0,7 km².